# العلاقات البوتانية الكورية الجنوبية
العلاقات البوتانية الكورية الجنوبية هي العلاقات الثنائية التي تجمع بين بوتان وكوريا الجنوبية.

## مقارنة بين البلدين
هذه مقارنة عامة ومرجعية للدولتين:
| وجه المقارنة                                              | بوتان          | كوريا الجنوبية                                                          |
| --------------------------------------------------------- | -------------- | ----------------------------------------------------------------------- |
| المساحة (كم2)                                             | 38.39 ألف      | 100.30 ألف                                                              |
| عدد السكان (نسمة)                                         | 807.61 ألف     | 51.47 مليون                                                             |
| الكثافة السكانية (ن./كم²)                                 | 21.04          | 513.16                                                                  |
| العاصمة                                                   | تيمفو          | سول                                                                     |
| اللغة الرسمية                                             | لغة دزونكا     | اللغة الكورية                                                           |
| العملة                                                    | نغولترم بوتاني | وون كوري جنوبي                                                          |
| الناتج المحلي الإجمالي (بليون دولار)                      | 2.51 مليار     | 1.53 تريليون                                                            |
| الناتج المحلي الإجمالي (تعادل القوة الشرائية) بليون دولار | 6.49 مليار     | 1.75 تريليون                                                            |
| الناتج المحلي الإجمالي الاسمي للفرد دولار أمريكي          | 2.66 ألف       | 27.22 ألف                                                               |
| الناتج المحلي الإجمالي للفرد دولار أمريكي                 | 7.82 ألف       |                                                                         |
| مؤشر التنمية البشرية                                      | 0.605          | 0.901                                                                   |
| رمز المكالمات الدولي                                      | +975           | +82                                                                     |
| رمز الإنترنت                                              | .bt            | .kr                                                                     |
| المنطقة الزمنية                                           | ت ع م+06:00    | توقيت كوريا الجنوبية، ت ع م+09:00، آسيا/سيول ‏، ت ع م+08:00، ت ع م+08:30 |

## منظمات دولية مشتركة
يشترك البلدان في عضوية مجموعة من المنظمات الدولية، منها:
| علم المنظمة | اسم المنظمة                        | تاريخ انضمام بوتان | تاريخ انضمام كوريا الجنوبية |
| ----------- | ---------------------------------- | ------------------ | --------------------------- |
|             | مؤسسة التمويل الدولية              | 1 ديسمبر 2003      | 16 مارس 1964                |
|             | منظمة حظر الأسلحة الكيميائية       | ?                  | ?                           |
|             | يونسكو                             | 13 أبريل 1982      | 14 يونيو 1950               |
|             | الأمم المتحدة                      | 21 سبتمبر 1971     | 17 سبتمبر 1991              |
|             | منظمة الشرطة الجنائية الدولية      | ?                  | ?                           |
|             | البنك الدولي للإنشاء والتعمير      | 28 سبتمبر 1981     | 26 أغسطس 1955               |
|             | الاتحاد البريدي العالمي            | ?                  | ?                           |
|             | مؤسسة التنمية الدولية              | 28 سبتمبر 1981     | 18 مايو 1961                |
|             | بنك التنمية الآسيوي                | 1982               | 1966                        |
|             | وكالة ضمان الاستثمار متعدد الأطراف | 21 أكتوبر 2014     | 12 أبريل 1988               |

## وصلات خارجية
- موقع وزارة الخارجية البوتانية
- موقع وزارة الخارجية الكورية الجنوبية